# طائفة ولبة وجزيرة شلطيش
طائفة ولبة وجزيرة شلطيش هي إحدى ممالك الطوائف أسسها أبو زيد عبد العزيز البكري عام 403 هـ في الأندلس أثناء فتنة الأندلس، وظلت تحت حكمه حتى انتزعها منه المعتضد بن عباد صاحب إشبيلية عام 443 هـ.

## تاريخ الطائفة
في عام 403 هـ، استقل أبو زيد عبد العزيز البكري بثغر ولبة وجزيرة شلطيش مستغلاً اندلاع الفتنة في الأندلس، وظل يحكم تلك الإمارة الصغيرة، حتى تهددته قوات المعتضد بن عباد صاحب طائفة إشبيلية بغاراتها، فاضطر البكري للتنازل للمعتضد عن ولبة، واكتفى بجزيرة شلطيش. إلا أن المعتضد لم يكتف بذلك، واستمر في التضييق على البكري حتى انهار وتنازل له عنها عام 443 هـ، وانتقل بأهله وماله إلى قرطبة.

## حكام الطائفة
- أبو زيد عبد العزيز البكري (403 هـ - 443 هـ)